# Nicole Chouraqui
 (septembre 2022).
Pour les articles homonymes, voir Chouraqui.
Nicole Chouraqui, née Nicole Dahan le 18 mars 1938 à Alger (Algérie) et morte le 31 août 1987 à Paris (France), est une économiste et femme politique française.

## Biographie

### Jeunesse et formation
Nicole Chouraqui est née à Alger le 8 mars 1938, dans une famille juive pied noir. Elle est la fille de Félix Dahan, chef d'entreprise et de Marcelle Cohen-Bacri, directrice d'école maternelle,. Elle étudie au lycée Delacroix d'Alger et est ensuite diplômée en 1959 de l'Institut d'études politiques de Paris (section Service public), où elle peut étudier grâce à une bourse.

### Parcours professionnel
En 1960, elle devient analyste financière à la Banque d'union parisienne, qui est alors la seconde banque d'affaires française, chargée de la gestion de portefeuilles de valeurs mobilières et de fusions de sociétés.
En 1970, elle obtient un poste de réalisatrice à l'ORTF, où elle crée un magazine économique.
En 1971, elle créé le Centre Eurofemme, une école d'économie destinée aux femmes. En l'espace de 10 ans cette école formera plus de 2 500 élèves.
Elle s'engage d'abord au Parti radical aux côtés de Jean-Jacques Servan-Schreiber. À la demande de Jacques Chirac, qu'elle considère comme rassembleur de la droite, elle rejoint le RPR. Elle s'occupe à partir de 1978 du pôle associatif du parti et devient rapidement Secrétaire Général adjoint du parti.
Pour la remercier de son investissement dans le parti, Chirac la nomme dixième de liste aux européennes. Elle est députée européenne entre le 17 juillet 1979 et le 16 octobre 1980, date à laquelle elle démissionne. Elle est remplacée par François-Marie Geronimi.
Elle est ensuite élue municipale à Paris entre le 24 juillet 1984 et le 31 août 1987, date de son décès. Elle est alors remplacée par le suivant de liste, Gérard Benhamou.
Elle fut conseillère de Paris pour le 19e arrondissement (où une rue porte désormais son nom) et adjoint au maire de Paris chargée des questions d'environnement.

## Vie privée
Elle se marie à Claude Chouraqui, qui travaille dans le domaine des assurances. De cette union naitront deux filles : Judith et Florence. Elle décède à Paris des suites d'un cancer le 31 août 1987 à l'âge de 49 ans.

## Fondation Nicole Chouraqui
Une fondation a été créée pour entretenir la mémoire de Nicole Chouraqui et pour apporter un soutien aux manifestations scientifiques, artistiques et culturelles en lien avec la condition féminine, le rôle des femmes en politique, le judaïsme français, la culture juive sépharade et la France.
Cette fondation est placée sous l'égide de la Fondation du judaïsme français.